# Офіцинський Роман Андрійович
Роман Андрійович Офіцинський (нар. 6 березня 1969, с. Оглядів Радехівський район Львівська область) — український вчений, педагог, письменник, журналіст, громадський діяч. Доктор історичних наук (2006), професор (2008). Проректор Ужгородського національного університету, завідувач кафедри історії України, завідувач кафедри туризму. Почесний краєзнавець України (2019). Рідний брат історика Василя Офіцинського.

## Біографія
Випускник Ужгородського державного університету за спеціальністю «історик, викладач історії» (1993). У 1987—1989 роках служив у Головному управлінні космічних орбітальних засобів міністерства оборони СРСР на космодромі «Байконур» у Казахстані. Нагороджений медаллю СРСР «За відзнаку у військовій службі» (1989).
Учасник міжнародних з’їздів молодих істориків у містах Печ, Угорщина (1991), Відень, Австрія (1996). Заступник директора Закарпатського центру соціальних служб для молоді (1994—1996). Заступник голови Закарпатського молодіжного демократичного союзу (1994—1998). Заступник голови Закарпатської обласної організації Національної спілки краєзнавців України (2013—2024).
Стажувався з місцевого управління в місті Емгерст, штат Массачусетс, США (1997). Комісар українсько-угорської екологічної експедиції «Тиса—2003». Експерт проєкту Європейської Комісії «Попередження та управління повеневими ризиками в Закарпатській області» (2004).
Педагогічну і наукову діяльність веде в Ужгородському державному (потім — національному) університеті (1992—2021), Ужгородському комерційному технікумі (1997—1998), літній школі з політичних наук Массачусетського університету в Емгерсті і Грінфілдського коледжу (2007—2008), Закарпатському інституті післядипломної педагогічної освіти (2009—донині), Центральноєвропейському університеті в Скаліце (2014—2016), Закарпатському обласному центрі перепідготовки та підвищення кваліфікації працівників органів державної влади, органів місцевого самоврядування, державних підприємств, установ і організацій (2017—2018), Карпатському університеті імені Августина Волошина (2020—донині).
Кандидатську дисертацію «Політичний розвиток Закарпаття у складі Угорщини (1939—1944)» захистив 31 травня 1996 року, а докторську «Державотворчий процес в Україні 1991—2004 років» — 26 квітня 2006 року. Вчене звання професора присвоєно наказом міністра освіти і науки України 3 липня 2008 року.
Підготував одного доктора і сімох кандидатів історичних наук. Голова спеціалізованої вченої ради з історичних наук Ужгородського національного університету для захисту кандидатських і докторських дисертацій за спеціальностями «Історія України» і «Всесвітня історія» (2013—2016). Керівник проєктної групи і гарант освітньо-наукової програми підготовки здобувачів вищої освіти ступеня доктора філософії зі спеціальності «Історія та археологія» в тому ж університеті (2016—2018). Там само на бакалавраті за спеціальністю «Історія та археологія» започаткував освітню програму «Американістика» (2016—2018).
Учений-дослідник проєктів Угорської академії наук «Історія Закарпаття у XX—XXI століттях» (2008—2010) та «Історія єврейського населення Закарпаття» (2011—2013), Міжнародного фонду «Взаєморозуміння і толерантність» — «Особливості примусової праці на Закарпатті періоду угорської окупації (1939—1944) та її сучасне відлуння» (2012—2013). Науковий експерт і консультант у документальних фільмах «Через піввіку бокори знову на Тисі» (УТ-1, 2004), «Хочемо правди: [Помаранчева революція на Закарпатті]» (5 канал, 2005), «Карпатська Україна. 1939-й...» (Тиса-1, 2009), «Пам’ять для нащадків: [Примусова праця на Закарпатті 1939—1944]» (Міжнародний фонд «Взаєморозуміння та толерантність», 2013). Учасник дебатів «Trianon 100 / Overcoming nationalistic narratives» відповідно до гранту Європейського Союзу (2020).
Член експертної ради і журі Міжнародної премії імені Івана Франка (2020—2021). Член журі Всеукраїнської учнівської олімпіади з історії (2009). Голова журі Закарпатської обласної учнівської олімпіади з історії (2013—2016). Голова журі книговидавничих виставок «Книга-Фест» (2016—2021), що проводилися в Ужгороді Закарпатською обласною державною адміністрацією та Закарпатською обласною універсальною науковою бібліотекою імені Федора Потушняка. Експерт конкурсу міністерства освіти і науки України з відбору проєктів підручників для 11 класу закладів загальної середньої освіти (2019). У тому ж міністерстві член експертної комісії з надання грифів навчальній літературі та навчальним програмам із громадянської та історичної освітньої галузі (2022—донині).

## Медіа
Тісно пов’язаний із медійною сферою зі шкільних літ. Співпрацює з багатьма регіональними і загальноукраїнськими засобами масової інформації. Нагороджений почесною грамотою Національної спілки журналістів України (2001).
Активно популяризує історичні знання через публічні лекції, презентації та медіапроєкти. Веде власний YouTube-канал, де публікує виступи, інтерв’ю, аудіотвори. Також використовує соціальні мережі для поширення своїх творів й обговорення актуальних питань розвитку сучасного світу. 
Редагував наукові збірники «Молодь — Україні» (1994—1997), «Тисячоліття — Millennia» (2014—2018), «Етніка Карпат» (2017), обласні газети «Соціал-демократ» (1998—2002), «Світогляд» (2002—2003), «Природа» (2003—2005). На телевізійному «21 каналі» (Ужгород) вів щотижневу авторську програму «Аналітика з Романом Офіцинським» (2015).
Учасник просвітницьких і культурних акцій «Письменник за прилавком» (2012—2019), «Відкриті екскурсії Ужгородом» (2014—2018), «Книга-Фест» (2016—2021).

## Твори

### Поезія, проза, публіцистика
У художній творчості вирізняється добрим відчуттям іронії й акуратно підібраними образно-метафоричними формулами, посередництвом яких виразно окреслюються знаменні суспільні зрушення, ціннісні орієнтири й буденні реалії.
Автор поетичних збірок «Нашестя ангелів» (1993), «Ураган тисячоліть» (1997), «Ідеологія повстань» (2004), «Жура журавлів» (2019).
Відомий прозовими виданнями «Ломиголівка» (2015), «Червона лінія» (2018).
Його перу належать публіцистичні книжки «Сто вражень з Америки» (2001), «Дев'ять бокорашів і зрадлива Тиса» (2003), «Тяжко жити Касандрою» (2008), «Сталеві нерви тореадора» (2015).
Як публіцист, часто виступає у загальнодержавних виданнях «Українська правда», «Урядовий кур’єр», «Голос України», «День», «Дзеркало тижня», «Главком». Його ліричні, прозові та літературно-критичні твори друкують тижневики «Українська літературна газета», «Літературна Україна», журнали «Тиса», «Зелені Карпати», «Карпатський край», «Екзиль», «Сучасність», «Всесвіт», «Дзвін», «Київ».

### Наукові, науково-популярні та навчальні праці
Відомий чисельними працями з історії, етнографії, фольклористики, літературознавства, філософії, педагогіки.
Оприлюднив одноосібні монографії «Політичний розвиток Закарпаття у складі Угорщини (1939—1944)» (1997), «Політичний розвиток незалежної України (1991—2004)» (2005), «Новоселиця у минулому і сьогодні (1371—2008)» (2009), «Іван Франко в історіографічному трикутнику: інтерпретації, джерела, взаємини» (2011), «Народні перекази Закарпаття» (2016).
Опублікував історичні есе «Карпатська Україна» (2020), «Закарпаття віддавна» (2022).
Видав науково-популярні книжки «Новітня література Закарпаття» (2015), «Історія УПА» (2021), «Убивство Степана Бандери» (2022; 2024), «Степан Бандера» (2024), «Августин Волошин. Біографія президента Карпатської України».
Підготував навчальні посібники «Європейська та євроатлантична інтеграція України: соціальний аспект» (2007), «Екскурсії Ужгородом» (2017), «Екскурсії Закарпаттям» (2019).
Завдяки багатогранній діяльності зробив значний внесок у розвиток української історичної науки та популяризацію історичної спадщини України.

## Відзнаки і нагороди
Медаль «За відзнаку у військовій службі» (1989).
Диплом переможця республіканського туру всесоюзної олімпіади «Студент і науково-технічний прогрес» з історії (1991).
Подяка Президента України (1999).
Почесна грамота Національної спілки журналістів України (2001).
Почесна грамота Закарпатської обласної державної адміністрації (2009).
Лауреат відзнак «Книжковий Миколай» 2011 та 2017 років.
Лауреат Премії імені Михайла Лучкая Мукачівської греко-католицької єпархії 2018 року.
Звання «Почесний краєзнавець України» (2019).
Дипломант Міжнародної літературної премії імені Олеся Ульяненка 2019 року.
Орден Георгія Побідоносця Мукачівсько-Карпатської єпархії Православної Церкви України (2019).
Лауреат міської премії імені Петра Скунця (2019).
Лауреат Премії імені Дмитра Яворницького Національної спілки краєзнавців України 2020 року.
Лауреат Всеукраїнського літературного конкурсу імені Леся Мартовича 2022 року.
Лауреат Всеукраїнського літературного конкурсу імені Григора Тютюнника 2023 року.
Орден Святителя Миколая Православної Церкви України (2024).
Лауреат Всеукраїнської літературної премії імені Зореслава (2024).